# Emile Biayenda
Émile Biayenda (Mpangala, 1927 – Brazzaville, 23 marzo 1977) è stato un cardinale e arcivescovo cattolico della Repubblica del Congo.

## Biografia
Nacque a Mpangala nel 1927. Fu ordinato sacerdote nel 1958 a Brazzaville. Fu nominato parroco. Venne incarcerato per alcuni mesi a causa della sua partecipazione alla Legio Mariae. Nel 1970 divenne arcivescovo titolare di Garba e coadiutore con diritto di successione dell'arcivescovo di Brazzaville, cui successe l'anno seguente.
Papa Paolo VI lo creò cardinale nel concistoro del 5 marzo 1973, assegnandogli il nuovo titolo cardinalizio di cardinale presbitero di San Marco in Agro Laurentino.
Morì assassinato la notte tra il 22 e il 23 marzo 1977 all'età di 50 anni.
È sepolto nella cattedrale di Brazzaville.

## Causa di beatificazione
Una causa di canonizzazione fu aperta per volere di papa Giovanni Paolo II presso la Congregazione delle cause dei santi il 20 marzo 1995. Gli fu attribuito il titolo di Servo di Dio.
Il processo diocesano per la sua beatificazione durò dal 21 ottobre 1996 al 14 giugno 2003. Una commissione storica fu incaricata della causa e terminò i suoi lavori nel 2014.
La Congregazione convalidò successivamente il processo diocesano il 29 maggio 2015. Il passo successivo sarà per lui la dichiarazione di venerabile per le sue eroiche virtù.

## Genealogia episcopale e successione apostolica
La genealogia episcopale è:
- Cardinale Scipione Rebiba
- Cardinale Giulio Antonio Santori
- Cardinale Girolamo Bernerio, O.P.
- Arcivescovo Galeazzo Sanvitale
- Cardinale Ludovico Ludovisi
- Cardinale Luigi Caetani
- Cardinale Ulderico Carpegna
- Cardinale Paluzzo Paluzzi Altieri degli Albertoni
- Papa Benedetto XIII
- Papa Benedetto XIV
- Cardinale Enrico Enriquez
- Arcivescovo Manuel Quintano Bonifaz
- Cardinale Buenaventura Córdoba Espinosa de la Cerda
- Cardinale Giuseppe Maria Doria Pamphilj
- Papa Pio VIII
- Papa Pio IX
- Cardinale Alessandro Franchi
- Cardinale Giovanni Simeoni
- Cardinale Antonio Agliardi
- Cardinale Basilio Pompilj
- Cardinale Adeodato Piazza, O.C.D.
- Cardinale Sergio Pignedoli
- Cardinale Émile Biayenda

La successione apostolica è:
- Vescovo Godefroy-Emile Mpwati (1975)